# 쿠어 S반
쿠어 S반(독일어: S-Bahn Chur)이라는 표현은 스위스 그라우뷘덴주의 주도인 쿠어에 초점을 맞춘 두 개의 S반 스타일 지역 철도 서비스를 설명하는데 사용된다. 이 두 S반 서비스는 미터궤 노선에서 운행되며, 래티셰 철도에 의해 운영된다. 이 철도 역시 비슷한 방식으로 쿠어에서 아로자까지 운행한다.

## 역사
2005년 시간표 변경에 따라 란트콰르트-투지스 철도의 쿠어–란트콰르트와 투지스–쿠어 지역 노선이 S반 노선으로 전환되었다. 그들은 원래 각각 S8과 S9로 지정되었다. 이전 라인도 양쪽 끝에서 레췬스와 쉬어스까지 확장되었다. 2009년부터 두 노선은 각각 S1과 S2로 지정되었다.

## 노선
다음 라인은 현재 운행 중인 노선이다.
- S 1 레췬스 – 라이헤나우-타민스 – 쿠어 서 – 쿠어– 란트콰르트 – 쉬어스
- S 2 투지스 - 레췬스 - 라이헤나우-타민스 - 쿠어
- R 쿠어 - 아로자

각 S반 노선은 1시간 간격으로 운행된다. 겹친 곳에서 레췬스와 쿠어 사이의 서비스 간격은 20분/40분이다.

## 미래
스위스 연방 철도에 의해 운영되는 지겔브뤼케 – 자르간스 – 란트콰르트 – 쿠어 지역 노선을 쿠어 S반 네트워크에 추가하고, 30분마다 열차로 운행 간격을 단축하는 제안이 있다. 또한 이 노선은 스위스 연방 철도 / RhB 이중궤 트랙을 통해 엠스베르크까지 확장될 예정이다.

## 같이 보기
- 베르니나 익스프레스
- 빙하특급